# Alternerend stelsel

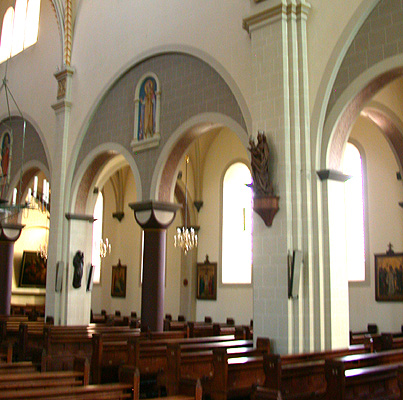
De twee grote pijlers dragen het hoofdgewelf in het middenschip, terwijl de kleinere kolommen de kleinere gewelven in de zijbeuk dragen. Zie ook gebonden stelsel

Het alternerend stelsel is in de bouwkunde het begrip voor het volgens een bepaalde regelmaat afwisselen van zware pijlers met lichtere pijlers of zuilen als dragende delen binnen een gebouw. Met name in de kerkenbouw is dit systeem veel toegepast bij de verdeling van het schip in middenbeuk en zijbeuken.
Voordeel van het stelsel is dat het gebruik van zware pijlers tot een minimum beperkt kon worden. Het stelsel werd veelvuldig gebruikt in de romaanse architectuur, waarin met name de gewelven te zwaar werden uitgevoerd om volledig op lichte zuilen te kunnen vertrouwen. Een bijkomend voordeel was de esthetische, ritmische afwisseling. De meest voorkomende variant is de Rijnlandse, waarbij een pijler telkens wordt afgewisseld door een zuil. Soms wordt echter iedere pijler gevolgd door twee zuilen; in dit Saksische stelsel is het schip niet overwelfd en kon de constructie dus lichter uitgevoerd worden. 
Door de bouwkundige vernieuwing tijdens de gotiek werd het alternerend stelsel achterhaald en raakte het in onbruik. Alleen in een aantal vroeggotische stijlen werd het stelsel nog enige tijd toegepast. In de tweede helft van de 19e eeuw, waarin architecten bewust teruggrepen op middeleeuwse bouwstijlen, werd het stelsel weer op grotere schaal toegepast, in Nederland onder andere door de architecten P.J.H. Cuypers en C. Weber.